# Fagopyrum caudatum
Fagopyrum caudatum là một loài thực vật có hoa trong họ Rau răm. Loài này được (Sam.) A.J.Li mô tả khoa học đầu tiên năm 1998.